# Blood of Spain
Blood of Spain: An Oral History of the Spanish Civil War (en español: Sangre de España: Una historia oral de la guerra civil española) es una influyente historia oral de la guerra civil española publicada por Ronald Fraser en 1979. El libro se publicó en español ese mismo año con el título Recuérdalo tú y recuérdalo a los otros: Historia oral de la guerra civil española.
El contenido del libro se elaboró a partir de cientos de entrevistas que Fraser realizó en la década de 1970 a personas que vivieron la guerra civil española.
El libro recibió reseñas favorables de The New York Times Book Review, en la que Paul Preston escribió que el libro «ocuparía su lugar entre la docena de libros verdaderamente importantes sobre el conflicto español», y de la revista Time, cuyo crítico señaló: «Ningún otro volumen sobre la guerra civil española puede superar la potencia y el detalle de este».
El historiador Tariq Ali describió Blood of Spain en el obituario de Fraser como «un relato incomparable de la guerra civil española, cuidadosamente construido a partir de entrevistas con participantes de ambos bandos. Dirigido con voz firme y siempre cortés, el libro contribuyó a establecer la historia oral como una disciplina por derecho propio».
El académico Jim Kelly describió el trabajo en una entrevista de 1980 como un «nuevo relato notable de la guerra civil española» que «le ganó [a Fraser] el reconocimiento como uno de los maestros de la historia oral».